# Roeselia ascripta
Roeselia ascripta är en fjärilsart som beskrevs av George Francis Hampson 1894. Roeselia ascripta ingår i släktet Roeselia och familjen trågspinnare. Inga underarter finns listade.